# Novyj Rogačik
Novyj Rogačik (in russo Новый Рогачик?) è un insediamento di tipo urbano nel Gorodiščenskij rajon dell'oblast' di Volgograd, in Russia.
Si trova 39 km a ovest di Volgograd.